# 毒花
『毒花』（どくばな）は、新しい学校のリーダーズのデビューシングル。2017年6月7日にリリースされた。

## 概要
H ZETT Mプロデュースによる新しい学校のリーダーズのメジャーデビューシングル。2017年5月17日に先行配信され、同年6月7日にVictor EntertainmentよりCDリリースされた。タイトル曲「毒花」はテレビ朝日系 金曜ナイトドラマ『女囚セブン』主題歌に使用。
各店舗での予約特典として、前年に配信限定でリリースされた楽曲「学校行けやあ゛」の紙ジャケット版CDが先着で貰えるキャンペーンを実施していた。

## 収録曲
1. 毒花 [4:06]
作詞：jam / 作曲：H ZETT M
テレビ朝日系 金曜ナイトドラマ『女囚セブン』主題歌
2. ワカラナイ [3:56]
作詞：jam / 作曲：H ZETT M
テレビ神奈川（tvk）『関内デビル』2017年6月度テーマソング

## 関連作品
- マエナラワナイ